# Biological Society of Washington

Logo der Biological Society of Washington

Die Biological Society of Washington ist eine weltweite Vereinigung von Wissenschaftlern, die am 3. Dezember 1880 gegründet wurde. Ihr ursprünglicher Zweck bestand in „der Förderung des Studiums der biologischen Wissenschaften und dem Abhalten von Foren, in dem wissenschaftlichen Artikel präsentiert und diskutiert werden können“. Heute dient sie der Förderung von systematischen Studien und der Verbreitung des taxonomischen Wissens.
Im Mai 1882 wurde die erste Ausgabe des peer-reviewed Fachjournals Proceedings of the Biological Society of Washington publiziert, das quartalsweise erschien und im Dezember 2021 eingestellt wurde.
Ein weiteres Journal ist das Bulletin of the Biological Society of Washington, das seit 1918 in unregelmäßigen Abständen größere Studien, Symposiumsberichte und spezielle Studiensammlungen veröffentlicht. 1898 gehörte die Biological Society of Washington zu den acht Gründungsorganisationen der Washington Academy of Sciences. Das Führungsgremium umfasst gewählte Amtsträger sowie ausgewählte Mitglieder. Als erster Präsident wurde George Brown Goode und als erster Schriftführer Richard Rathbun gewählt. Spätere Präsidenten waren unter anderem Frederick Vernon Coville, Edward William Nelson, Edward Alphonso Goldman, Clinton Hart Merriam, William Healey Dall und Paul Bartsch. 
Die Biological Society of Washington hat ungefähr 250 Mitglieder, darunter eine Anzahl von Mitarbeitern der Smithsonian Institution, des United States National Museum sowie des Landwirtschafts- und des Innenministeriums.